# Ferdinand Luigini
Pour les articles homonymes, voir Luigini.
Ferdinand Luigini, né le 5 mai 1870 à Orliénas et mort le 31 janvier 1943 dans le 8e arrondissement de Paris, est un graveur et peintre français. Il est le fils du compositeur Alexandre Luigini.

## Œuvres
Ferdinand Luigini réalise les tableaux suivants :
- portrait d'Émile Guimet en 1898 ;
- Malo les bains[2] ;
- paysage de givre[3] ;
- barques de pêche à Concarneau[4] ;
- place de Bruxelles[5].

Il est aussi un aquafortiste renommé et réalise les estampes suivantes :
- place de Matines ;
- le Pont gothique ;
- la Rentrée des moutons ;
- le Canal flamand ;
- le Halage ;
- après l'averse ;
- les grands Ormes ;
- le Moulin de Griselles ;
- les Vieilles tanneries.

## Distinction
Ferdinand Luigini est fait chevalier de la Légion d'honneur le 20 octobre 1911.

## Galerie
- Quelques œuvres de Ferdinand Luigini.

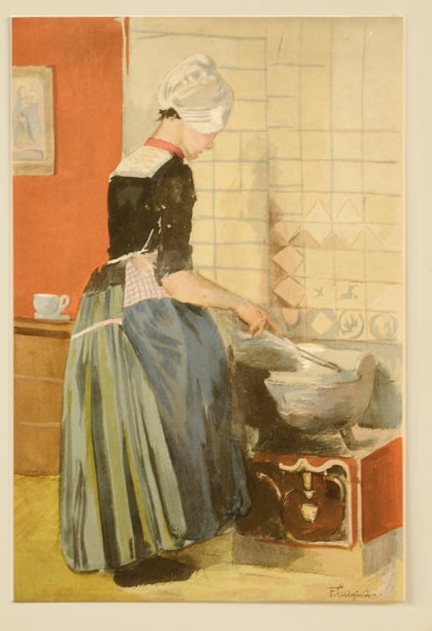
La Servante, 1897, lithographie réalisée pour L'Estampe moderne, 30 × 40 cm[7].
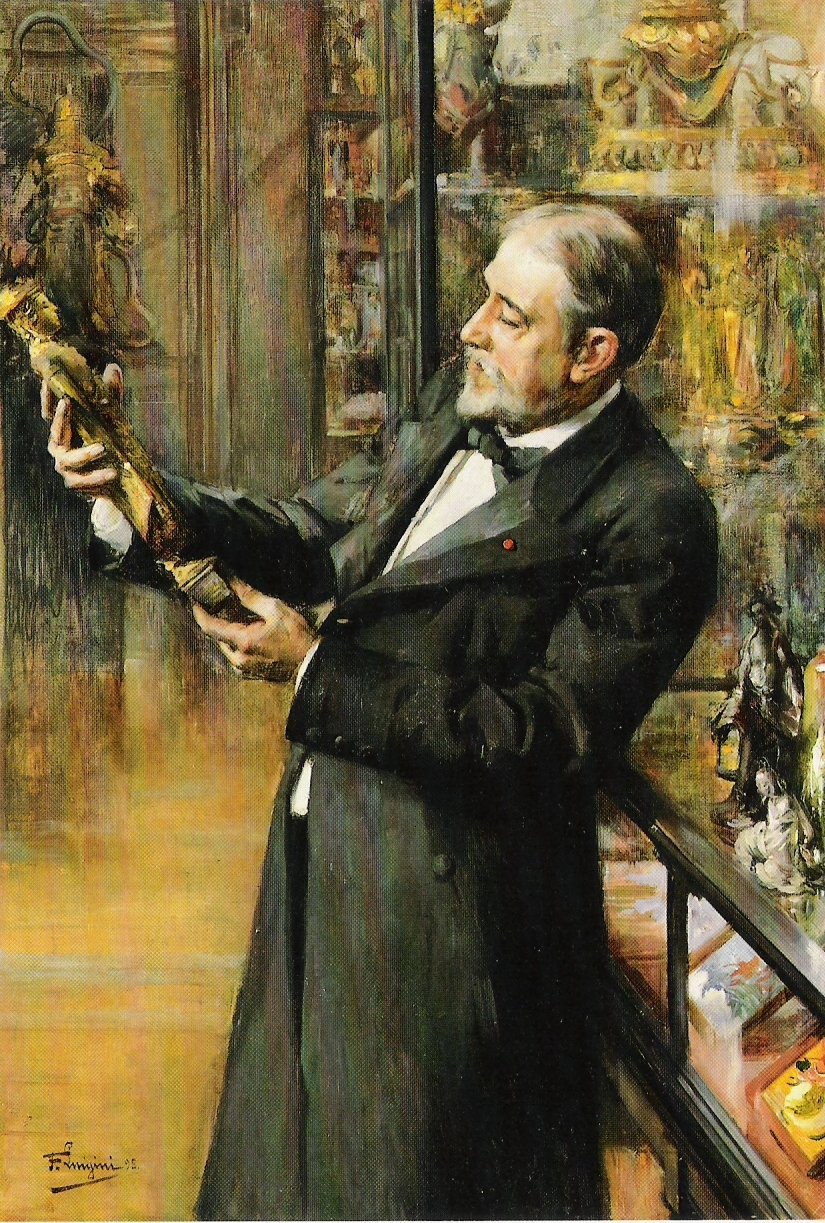
Portrait d'Émile Guimet, 1898, huile sur toile, Musée des Confluences, Lyon.
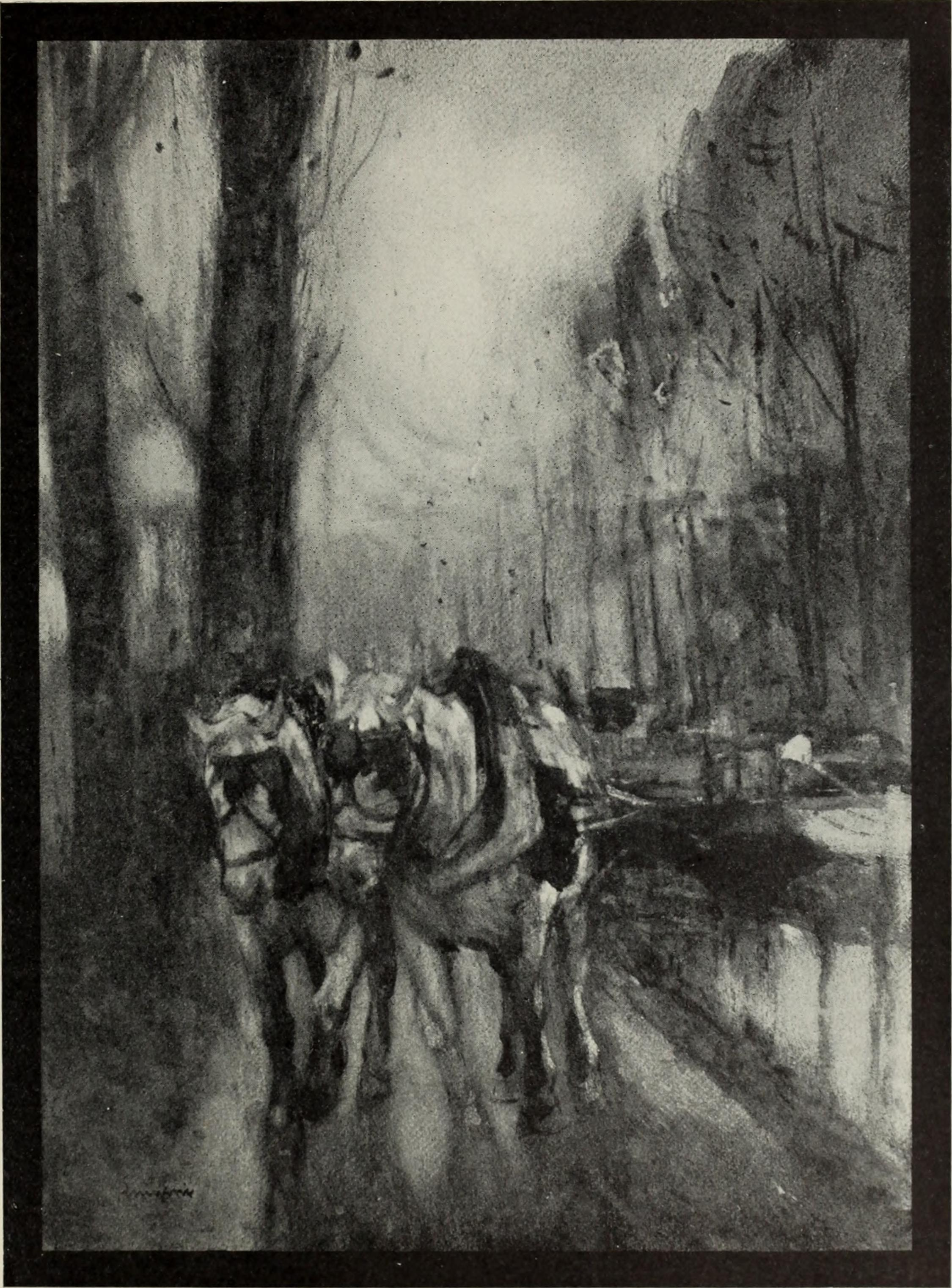
Le Chemin de halage, 1908, eau-forte, collection particulière.